# Ion Gavrilă Ogoranu

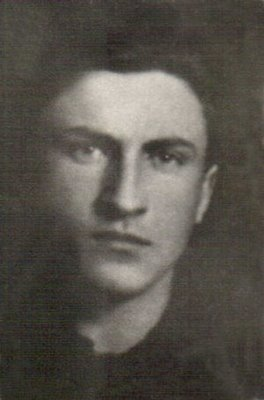
Ion Gavrilă Ogoranu

Ion Gavrilă Ogoranu (* 1. Januar 1923 in Recea im Kreis Făgăraș, Königreich Rumänien; † 1. Mai 2006 in Sântimbru, Kreis Alba, Rumänien) war ein antikommunistisch gesinnter Freischärler im bewaffneten antikommunistischen Widerstand in der Volksrepublik und Sozialistischen Republik Rumänien. Er gilt als der am längsten gejagte rumänische Freischärler der Nachkriegszeit und avancierte zur legendären Gestalt der Rumänen im Widerstand gegen die kommunistische Diktatur im Land.

## Leben
Ion Gavrilă Ogoranu war das Kind einer rumänischen Familie und hatte zwei Geschwister. Er besuchte das Lyzeum „Radu Negru“ in Făgăraș. Gemäß einer vom rumänischen Geheimdienst Securitate erstellten biografischen Notiz beteiligte sich der Anführer der legionaristischen Jugendorganisation „Kreuzbruderschaften“ (rumänisch Frăţiile de cruce) 1941 an dem gegen Ministerpräsident und Marschall Ion Antonescu gerichteten Staatsstreich der Legionäre. Wegen der Teilnahme an der Legionärsrebellion erhielt er eine zehnjährige Gefängnisstrafe, wurde aber bereits am 19. April 1944 aus der Haft entlassen. Nach dem Zweiten Weltkrieg studierte er Agronomie in Cluj und setzte seine illegalen legionaristischen Aktivitäten fort. Um einer drohenden Verhaftung zu entgehen, tauchte er am 20. März 1949 unter und gründete eine aus elf Männern bestehende Freischärlergruppe. Von den in den Akten der Securitate namentlich erfassten elf Gruppenmitgliedern waren sechs Legionäre, einer Legionärssympathisant, einer Mitglied der verbotenen Nationalen Bauernpartei und zwei werden als parteilos bezeichnet.
Ein Militärgericht aus Brașov verurteilte ihn in Abwesenheit erst zu 19 Jahren Gefängnis und 1951 zum Tode. 29 Jahre lang versuchte die Securitate erfolglos ihn dingfest zu machen. In dieser Zeit lebte er 21 Jahre lang ein verstecktes Leben im Haus von Ana Săbăduș, der Witwe eines politischen Gefangenen, die er später ehelichte. Berichten zufolge soll der US-amerikanische Präsident Richard Nixon seinen Bukarestbesuch 1973 an die Bedingung der Aufhebung des Urteils geknüpft haben. Nach seiner Festnahme 1976 wurde Ogoranu nach kurzer Zeit wieder entlassen.
Anfang der 1990er Jahre wurde er zum Vorsitzenden der „Stiftung ehemaliger bewaffneter antikommunistischer Widerstandskämpfer“ (FLRAA) gewählt, veröffentlichte seine Erinnerungen und trat erneut als militanter rechtsextremistischer Aktivist in Erscheinung. Viele seiner zahlreichen Aufsätze und Interviews erschienen in einschlägigen rechtsradikalen Publikationen. In vielen Propagandavorträgen versuchte er Anfang der 1990er Jahre den Legionarismus neu zu beleben. Ogoranu gehörte außerdem zu den Initiatoren einer alljährlich im siebenbürgischen Kloster Sâmbăta de Sus organisierten Zusammenkunft von ehemaligen Partisanen, an deren Aktivitäten ein 1995 im gleichen Kloster errichtetes Denkmal erinnern soll.

## Publikationen
- Brazii se frâng dar nu se îndoiesc, vol. I, Editura Marineasa, Timișoara, 1995
- Brazii se frâng dar nu se îndoiesc, vol. II, Editura Marineasa, Timișoara, 1996
- Brazii se frâng dar nu se îndoiesc, vol. III împreună cu Lucia Baki Nicoară, Editura Marineasa, Timișoara, 1999, ISBN 973-85045-8-9)
- Brazii se frâng dar nu se îndoiesc, vol. IV, Editura Mesagerul de Făgăraș, 2004
- Brazii se frâng dar nu se îndoiesc, vol. V, La pas prin Frăția de Cruce, Editura Mișcării Legionare, 2006
- Brazii se frâng dar nu se îndoiesc, vol. VI, Episcopul Ioan Suciu în fața furtunii, Editura Viața Creștină, Cluj, 2006
- Brazii se frâng dar nu se îndoiesc, vol. VII, Rezistența anticomunistă din Munții Apuseni, Editura Marist, Baia Mare, 2007, mit Elis Neagoe-Pleșa und Liviu Pleșa
- Întâmplări din lumea lui Dumnezeu, Editura „M.C.“, 1999
- Amintiri din copilărie, Editura Marineasa, Timișoara, 2000
- Iuda, Editura Marist, Baia Mare, 2008, mit Anamaria Ciur

## Verfilmung
Gavrilă Ogoranu Leben war Gegenstand des Films Portretul luptătorului la tinerețe (deutsch Porträt des Kämpfers als junger Mann) des rumänischen Regisseurs Constantin Popescu. Der Film wurde bei den Internationalen Filmfestspielen Berlin 2010 vorgestellt und zog Proteste der Internationalen Kommission zur Erforschung des Holocaust in Rumänien auf sich. Diese forderte, den Film aus dem Programm zu entfernen.
Die Festivalleitung weigerte sich mit dem Argument, dass sie nicht an Zensur glaube, wohl aber an Diskussion und Aufklärung. Sie sei sich bewusst, dass Ogoranu öffentlich „extremistische, rassistische und antidemokratische Aussagen“ gemacht habe, unterstütze diese Ansichten aber nicht, genauso wenig wie der Film.